# Alois Bastl
Alois Bastl (chorvatsky Vjekoslav Bastl, 13. srpna 1872 Příbram – 3. září 1947 Záhřeb) byl česko-chorvatský secesní a v závěru kariéry také modernistický architekt téměř celoživotně působící v Chorvatsku.

## Životopis

### Mládí
Narodil se jako Alois Bastl 13. srpna 1872 v Přibrami ve středních Čechách. Po roce 1896 byl promován inženýrem stavitelství na pražském ČVUT, ačkoliv to není s jistotou potvrzeno kvůli ztracené dokumentaci.

### AteliérHönigsberg & Deutsch

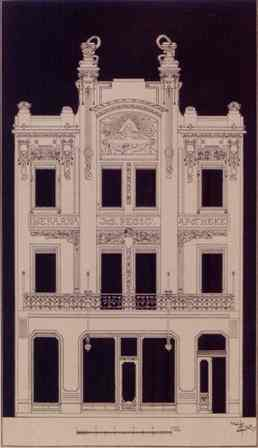
A. Bastl: Dům lékárníka Pečići „U Nejsvětější Trojice“, Záhřeb (1899, reliéf od Rudolfa Valdce)

Bastl s největší pravděpodobností nedlouho po skončení studia začal pracovat v architektonickém ateliéru Hönigsberg & Deutsch v chorvatském Záhřebu, tehdejší součásti Rakouska-Uherska. Ateliér Lea Hönigsberga a Julia Deutsche, žáků vídeňského architekta Heinricha von Ferstela, byl na přelomu 19. a 20. století jedním z nejvytíženějších ve městě, přičemž zde reprezentoval především trendy vídeňské architektonické školy historických slohů. během zdejšího pobytu si Bastl změnil křestní jméno z Alois na chorvatské Vjekoslav.
Prvním jeho zde vypracovaným projektem byl dům lékárníka Pečiće „U Nejsvětější Trojice“ v ulici Ilica 43 v Záhřebu z roku 1899, s reliéfem od sochaře Rudolfa Valdce. Rok po realizaci byl Pečićův dům představen v tehdy vlivném vídeňském architektonickém časopise Der Architekt. 

### Ve Vídni
Od roku 1899 nadále studoval na vídeňské akademii výtvarných umění u architekta Otto Wagnera. V extrémně liberální atmosféře Wagnerovy školy vytvořil Bastl několik koncepčních projektů, které se vyznačovaly svou originalitou. Tématem jeho závěrečné práce byla studie kostela sv. Blažeje v Záhřebu. Projekt vznikal pod přímým vlivem architektů Lea von Klenze a Ludwiga Langeho, jejichž osové architektonické řešení půdorysu a válcových objemů s půlkruhovou kupolí se vyznačuje také Wagnerovým vlivem. Ten se pak projevil zejména v Bastlově absolventské práci na projektu Paláce vědeckých ústavů pro okultní vědy v Paříži, za který pak byl oceněn prestižní Gundelovou cenou.

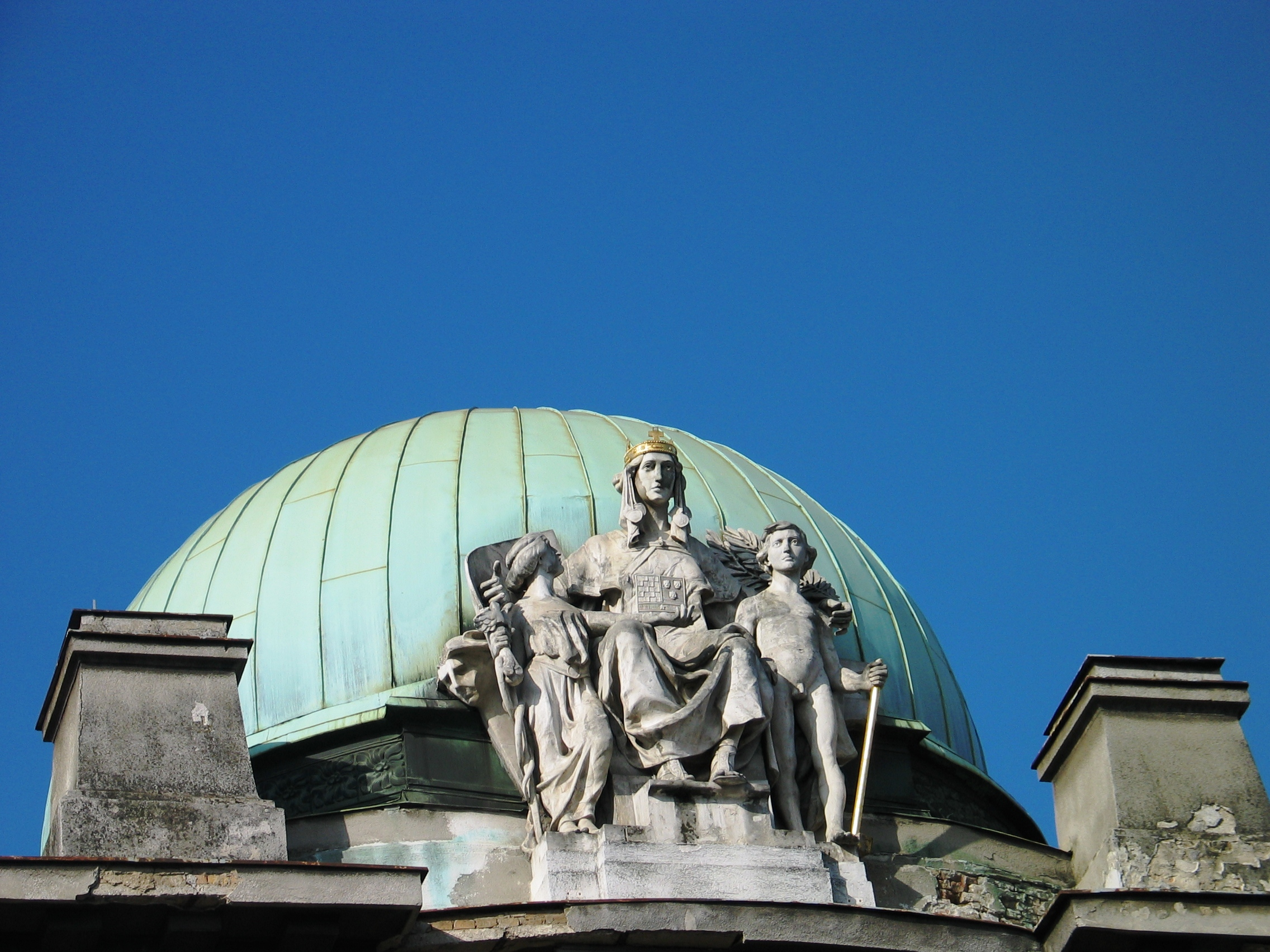
A. Bastl: Kupole Muzea obchodu a řemesel (Etnografické muzeum), Záhřeb (1902–1903)

### Návrat do Záhřebu
Po absolutoriu ve Vídni v roce 1902 se zúčastnil dvou architektonických soutěží, ve Vídni a v Praze, krátce nato se však vrátil do Záhřebu k práci pro ateliér Hönigsberg & Deutsch. Zde pracoval až do roku 1906, kdy se stal samostatně podnikajícím architektem a v následujících letech ve městě dokončil řadu významných realizací. 

### Klub chorvatských architektů (1905–1914)
Bastl spolu s chorvatským architektem Stjepanem Podhorskym v roce 1905 inicioval založení Klubu chorvatských architektů, ke kterému se nejprve připojili mj. Edo Schön, Viktor Kovačić nebo Ćiril Metod Iveković, později také mj. Hugo Ehrlich či Dionis Sunko. Cílem klubu bylo: "pěstovat a zlepšovat architekturu jako hlavní odvětví vzdělávacích aktivit " a chránit profesionální zájmy chorvatských architektů. Rok 1906 je zlomem v Bastlově životě. Jak již bylo zmíněno, toho roku opustil ateliér Hönigsberg & Deutsch a stal se autorizovaným stavebním architektem a začal samostatně pracovat. Do první světové války navrhl desítky staveb. Po začátku války působí jako externí učitel na obchodní škole v Záhřebu, nadále projektovat pak začal mezi lety 1919 a 1920.

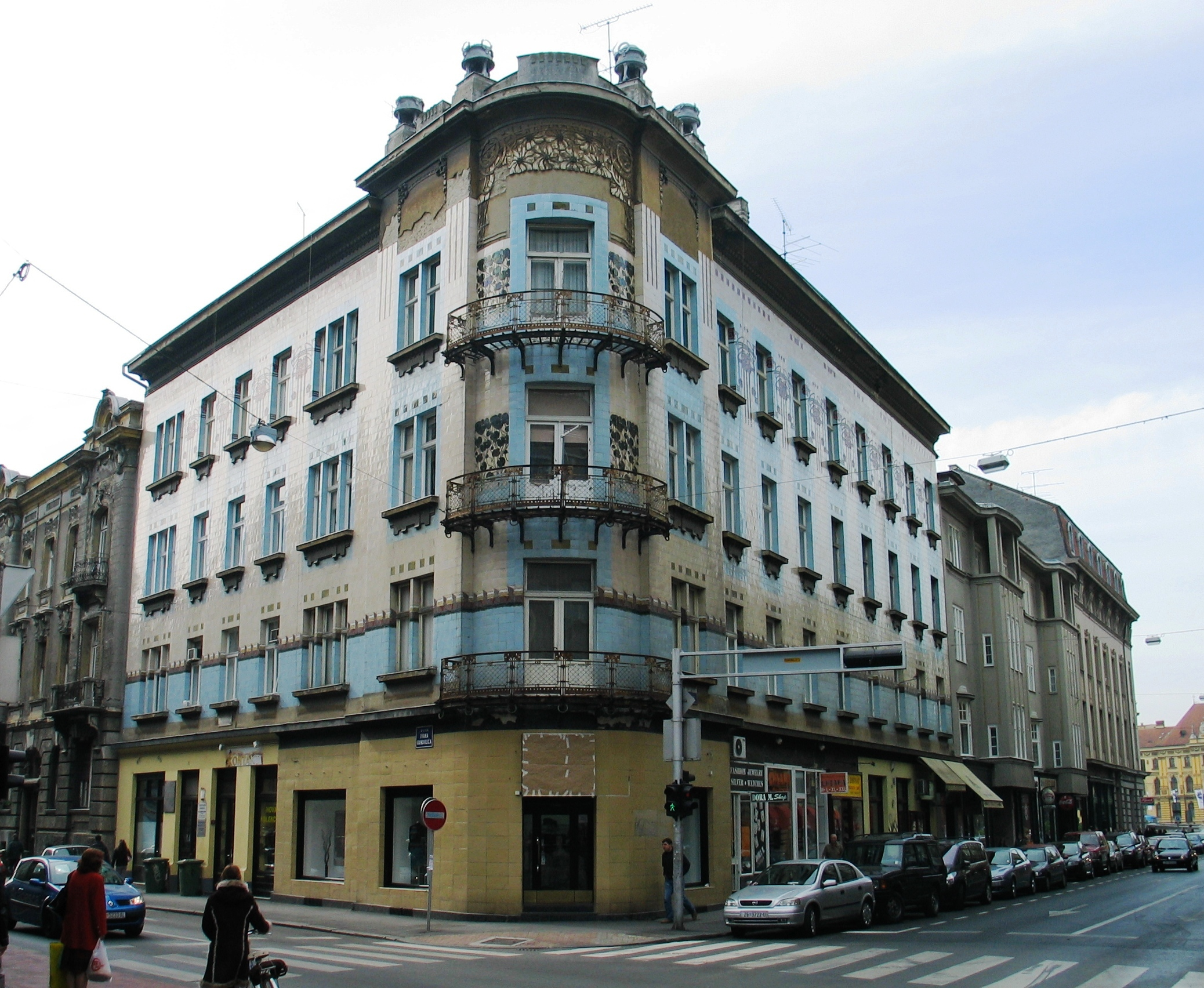
A. Bastl: Dům Josipa Kalliny, Záhřeb (1903–1904)

### Spirutualista
Kromě své architektonické práce se intenzivně zabýval astrologií a spiritualismem a publikoval na toto téma několik pozoruhodných studií pod pseudonymem Uran. Rovněž byl jedním z aktivnímch přispěvatelů astrologického a okultního časopisu Novo Sunce, „měsíčníku pro vědecké studium nadpřirozených psychických jevů“, kde byly zveřejněny mj. jeho skicy. 

### Úmrtí
Alois (Vjekoslav) Bastl zemřel 3. září 1947 v Záhřebu ve věku 75 let. Pohřben byl na záhřebském hřbitově Mirogoj.

## Dílo
Svým dílem zaujímá významné místo ve formování chorvatské moderní architektury. Dnes jsou jeho díla jako celek prostředkem k pochopení a studium architektonických, ale i obecných kulturních, fenoménů v Chorvatsku na přelomu a první poloviny 20. století a jejich vztahu k obdobným událostem na mezinárodní úrovni.
Z původní orientace na vídeňský historismus a secesi se posléze, mj. v rámci projektu vily Deruf-Radošević, projevil, stejně jako jeho současníci, architekti Rudolf Lubinski a Eda Šen, přijetí nového funkcionalistického architektonického výrazu. 

### Realizované stavby (výběr)
- Dům lékárníka Pečići „U Nejsvětější Trojice“, Ilica 43, Záhřeb (1899, reliéf od Rudolfa Valdce)
- Budova Obchodní a řemeslné komory, (pozdější) náměstí Maršála Tita, Záhřeb
- Muzeum obchodu a řemesel na náměstí Mažuranić (1902–1903), Záhřeb
- Obchodní a obytný dům Josipa Kalliny na adrese Gundulićeva 20 (1903–1904), Záhřeb
- Obytný budova Penzijního institutu chorvatských zemských divadel, Mažuranićovo náměstí, Záhřeb
- Dům Desiderije a Eugenie Rozsayových, Kurelčeva 3, Záhřeb
- Obchodní a obytná budova Eugena Rada, Trg bana Jelačića 5, Záhřeb (1904–1905)
- Obchodní a obytná budova Eugena Fellera (též " Elsa-Fluid dom“), Jurišićeva 1, Záhřeb (1905)
- Budova chorvatsko-slovanské ústřední zemské spořitelny, Ilica 25 (1905–1906), Záhřeb
- Budova Muzea obchodu a řemesel (dnes Etnografické muzeum, Trg Mažuranića 14, Záhřeb
- Chorvatsko-slovanská zemská spořitelna, Ilica 25, Záhřeb (spolu s Ivanem Štefanem a Otto Goldscheiderem, 1905–1906)
- Obchodní a obytný dům Goršak, Ilica 166, Záhřeb (1906)
- Obytný dům Hodovsky, Gajeva 47 (1909–1910)
- Budova Královské zemské lidské a farmakognostické laboratoře, Marulićovo náměstí (1913–1914).
- Hotel s bazénem, Manduševac, Záhřeb (1920)
- Obchodně-bytový dům Exporting, Draškovićeva 25, Záhřeb
- Središnji dom Hrvatski radiša, Mislavljeva/Bornina, Záhřeb (1924–1927)
- Městská tržnice Dolac, art deco, Záhřeb (1926–1930)
- Obchodní a obytná budova s lékárnou Dr. Vlatko Bartuliće, Záhřeb (1927–1928)
- Přestavba kostela svatého Petra, Vlašská ulice, Záhřeb
- Vila Deruf-Radošević, Záhřeb (1930)

## Galerie

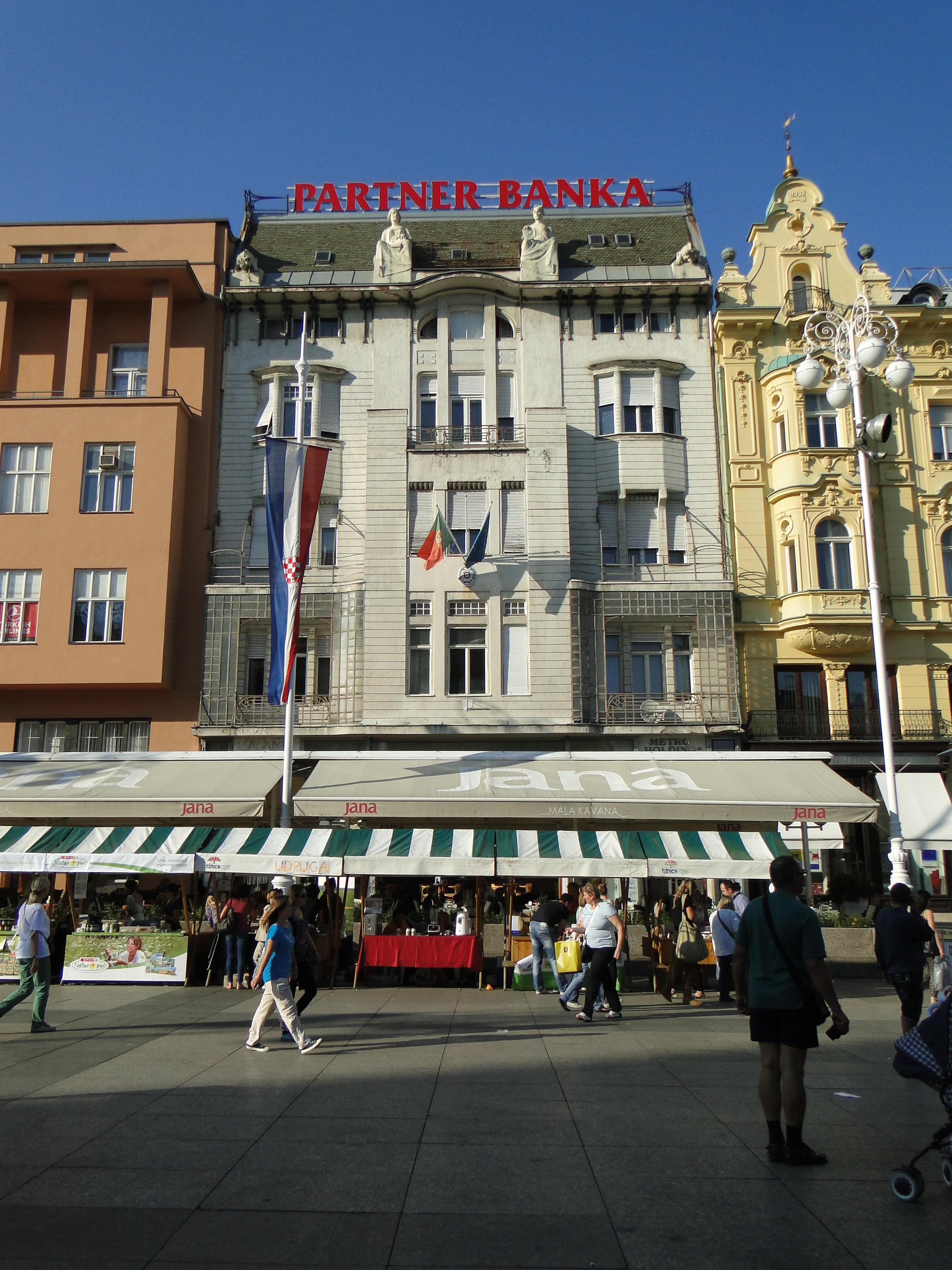
Obchodní a obytná budova Eugena Rada, Trg bana Jelačića 5, Záhřeb
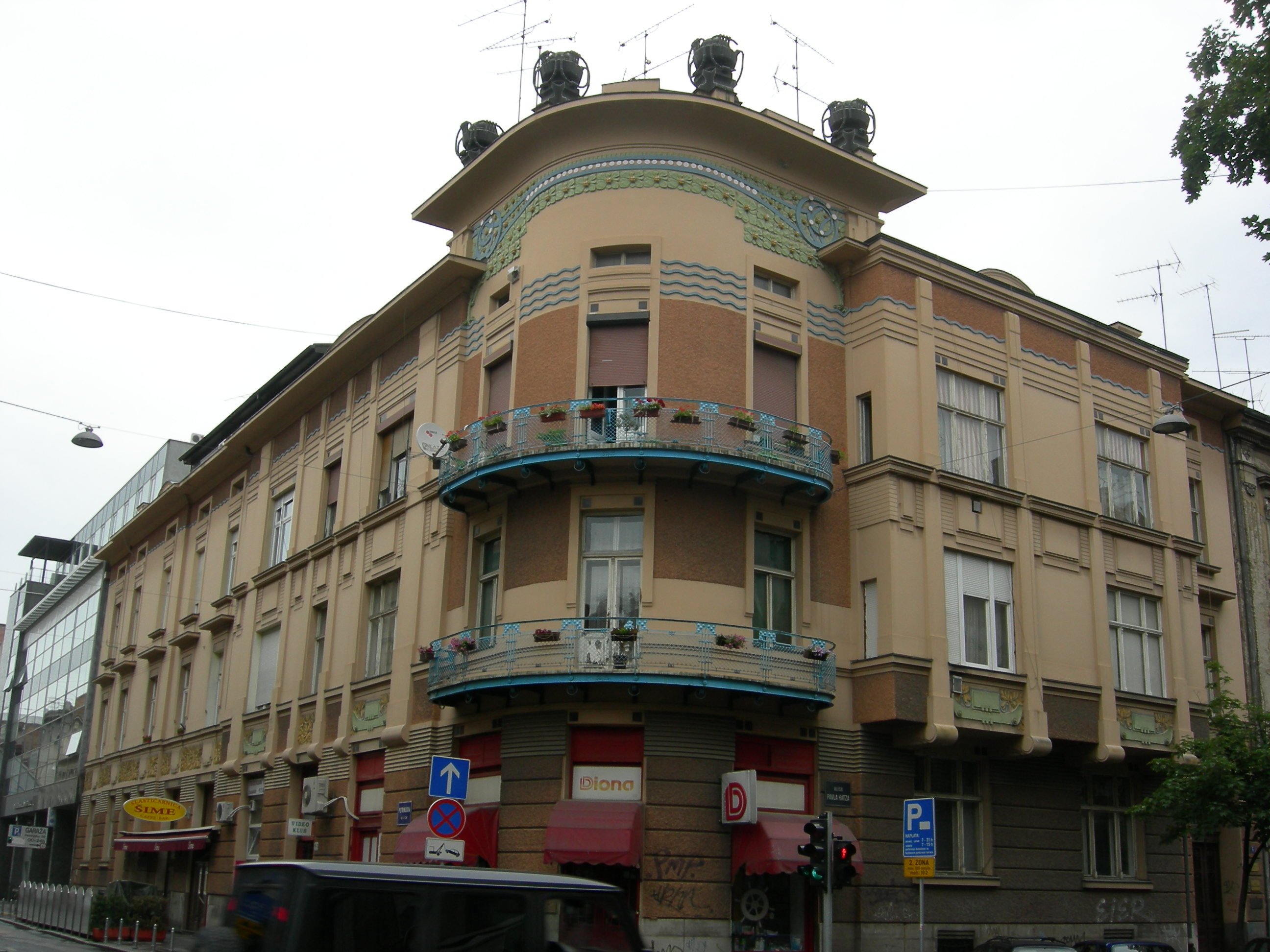
Mihelićův dům, Záhřeb (1906)
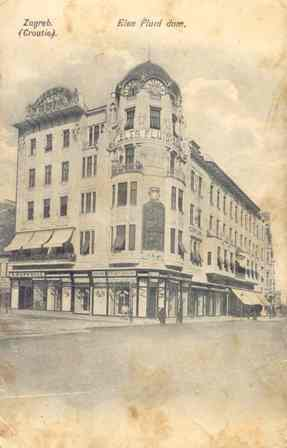
Původní fasáda obchodního a obytného domu Eugena Fellera, Záhřeb (1905)
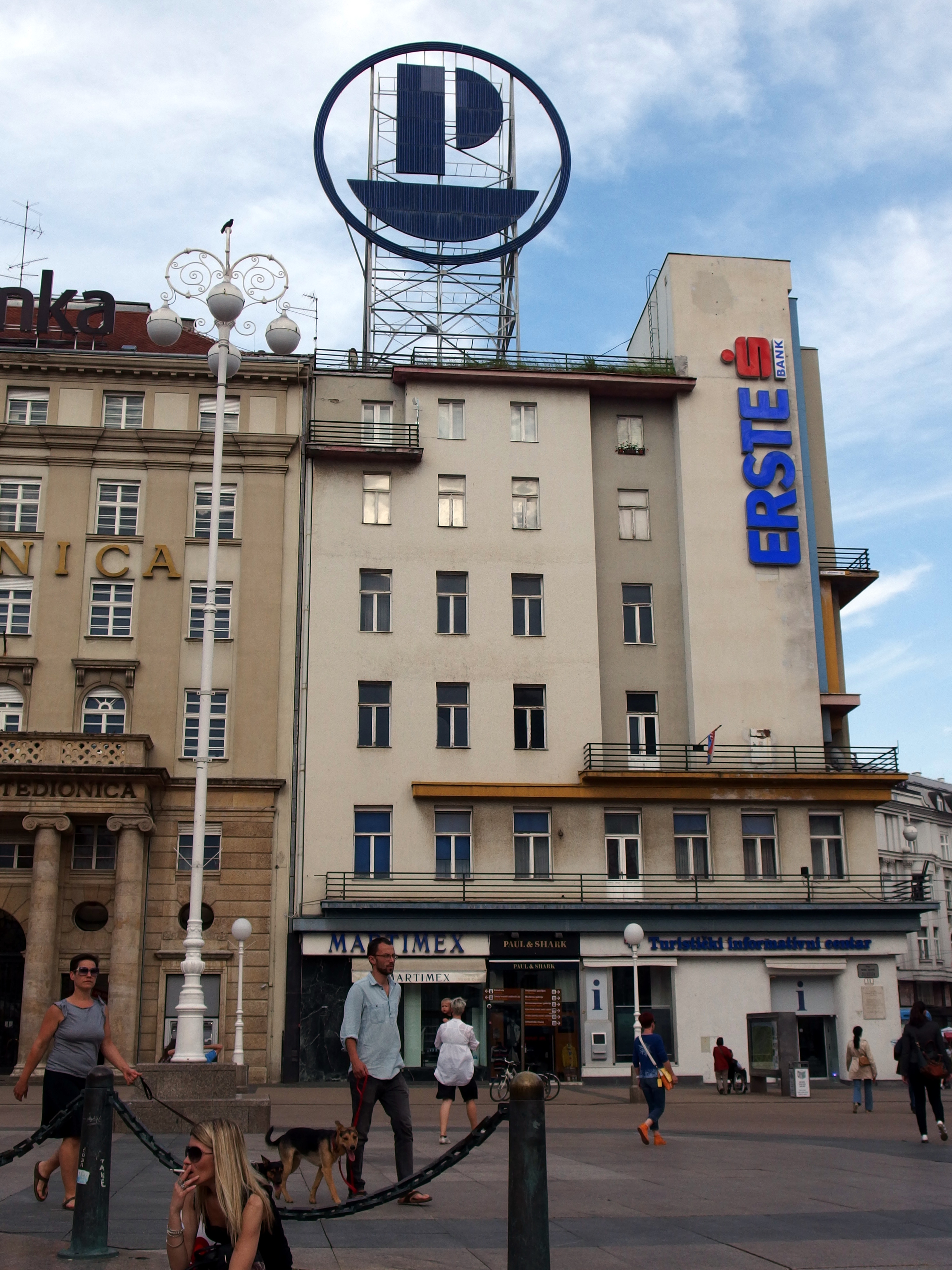
Fellerův dům po funkcionalistické přestavbě
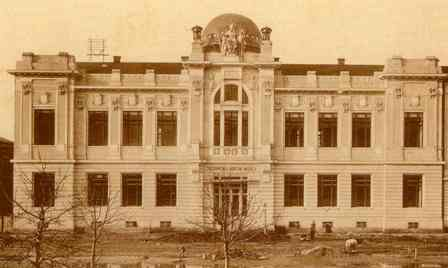
Etnografické muzeum v Záhřebu nedlouho po dokončení